# Jon Mirande
Jon Mirande Ayphasorho (París, 11 d'octubre de 1925- íd., 28 de desembre de 1972) va ser un escriptor basc, considerat un dels poetes més importants de la literatura en basc del segle xx.

## Biografia
Va néixer en el si d'una família suletina, que havia emigrat a París. Va començar a treballar en 1944 com a traductor en el Ministeri de Finances en la capital francesa, treball que continuaria realitzant i avorrint durant tota la seva vida. Va residir sempre a París, encara que va viatjar sovint, per llocs com Bretanya, Anglaterra, Irlanda, Països Baixos, Alemanya i Dinamarca.
Mirande dominava més d'una dotzena de llengües, sent el basc la que predomina en la seva creació literària, malgrat que no la va aprendre com a llengua materna. Els seus pares gairebé no sabien francès quan van arribar a París, però Mirande no va prendre la decisió d'aprendre basc fins que tingué uns vint anys. Va viure amb els seus pares gairebé tota la seva vida i a partir d'aquella edat sempre es va comunicar amb ells en suletí. Va traduir al basc autors clàssics en altres llengües, com ara John Keats, Edgar Allan Poe, Hugo von Hofmannsthal, Franz Kafka o Federico García Lorca i escriptors de literatures minoritàries, com els bretons Goulven Pennaod i Per Denez. Era acadèmic de llengua bretona i coneixia bé totes les llengües cèltiques, tant vives com mortes.
Molt influït per Nietzsche i Oswald Spengler, va desenvolupar un pensament anticristià, antidemocràtic i antisemita. El seu ideal era el paganisme precristià dels celtes, i creia fermament en la superioritat d'aquesta ètnia. En alguns dels seus escrits defensa obertament el nazisme. Àdhuc sent independentista, condemnava tant el nacionalisme basc confessional del PNB com el marxista, per ser ambdós d'arrels judeocristianes i, per tant, debilitadores de l'esperit. Des d'aquell ambient parisenc tan llunyà del País Basc, les seves posicions filonazis xocaven frontalment amb la totalitat dels escriptors bascos, encara que va ser apreciat per la seva extensa cultura i geni literari. Va ser proposat per Koldo Mitxelena com a membre de la Reial Acadèmia de la Llengua Basca, però els acadèmics, en una gran part sacerdots, van rebutjar la proposta.
Va publicar els seus primers treballs en la revista Euzko Gogoa, que s'editava a Guatemala. Va participar després en nombroses revistes, com Egan, dirigida per Koldo Mitxelena, i Irrintzi, publicada a Caracas per Andima Ibiñagabeitia. Els seus textos provocadors eren rebutjats moltes vegades pels editors. Juntament amb Txomin Peillen, en 1962 va fundar la revista Igela, euskaldun heterodoxoen errebista, de la qual només es van publicar sis números. Va participar al costat de Goulven Pennaod en la revista en bretó Ar Stourmer.
Es va suïcidar per sobredosi de barbitúrics el 28 de desembre de 1972, després d'un llarg període de profunda depressió. Les seves restes mortals reposen en el cementiri parisenc de Thiais.

## Obra literària
Els seus poemes, dispersos en les nombroses revistes en què va col·laborar, van ser recollits en l'antologia pòstuma Orhoituz (Recordant), en 1976, i després en Poemak 1950-1966 (1984). Els seus poemes s'insereixen en la tradició del simbolisme francès, especialment de poetes com Charles Baudelaire (va traduir Les flors del mal), quant a la utilització freqüent de temes provocadors, com la prostitució o l'onanisme, però divergeixen de la tradició simbolista en la seva exaltació del paganisme: canta la mort heroica en poemes com Eresi (Triaria) i Godu abestia (Cançó goda).
És autor d'una única novel·la, Haur besoetakoa (La fillola), escrita el 1959 però publicada el 1970 per l'editorial Lur, amb una presentació de Gabriel Aresti, d'idees polítiques totalment antagòniques. Fins a l'arribada d'Aresti, ningú es va atrevir a publicar-la, i el mateix Mirande es va plantejar la possibilitat de traduir-la a un altre idioma i provar sort en un altre país. La novel·la de Mirande ha estat comparada amb la Lolita de Nabókov, encara que el mateix Mirande va dir que no va tenir oportunitat de llegir-la. La novel·la narra la relació de pedofília entre el protagonista i la seva neboda i fillola Theresa, d'onze anys, amb un desenllaç tràgic. S'hi tracten tres temes intocables alhora: la pedofília, l'incest i el suïcidi, per la qual cosa es converteix en impossible de publicar en el món editorial basc de la seva època.